# Puente Colorado, Chiapas
Puente Colorado är en ort i Mexiko.   Den ligger i kommunen Cacahoatán och delstaten Chiapas, i den sydöstra delen av landet, 900 km sydost om huvudstaden Mexico City. Puente Colorado ligger 705 meter över havet och antalet invånare är 190.
Terrängen runt Puente Colorado är kuperad åt sydväst, men åt nordost är den bergig. Runt Puente Colorado är det tätbefolkat, med 570 invånare per kvadratkilometer. Närmaste större samhälle är Tapachula, 19,2 km sydväst om Puente Colorado. I omgivningarna runt Puente Colorado växer i huvudsak städsegrön lövskog.